# 太極図
太極図（たいきょくず、正体字: 太極圖、簡体字: 太极图、Pinyin: tàijítú、Wade-Giles: t'ai⁴chi²t'u²、英: Yin Yang）は、太極を表すための図案。陰陽太極図や陰陽魚とも呼称される。
『易経』繋辞上伝にある「易に太極あり、これ両儀を生じ、両儀は四象を生じ、四象は八卦を生ず（易有太極、是生兩儀、兩儀生四象、四象生八卦）」に由来し、宋易（宋代から興起した朱子学系統の易学）や道教において重視された。
太極図は歴史上、下記のようにさまざまに描かれてきた。ただし、どの図においても太極自体は○（円）で表された。

## 五層

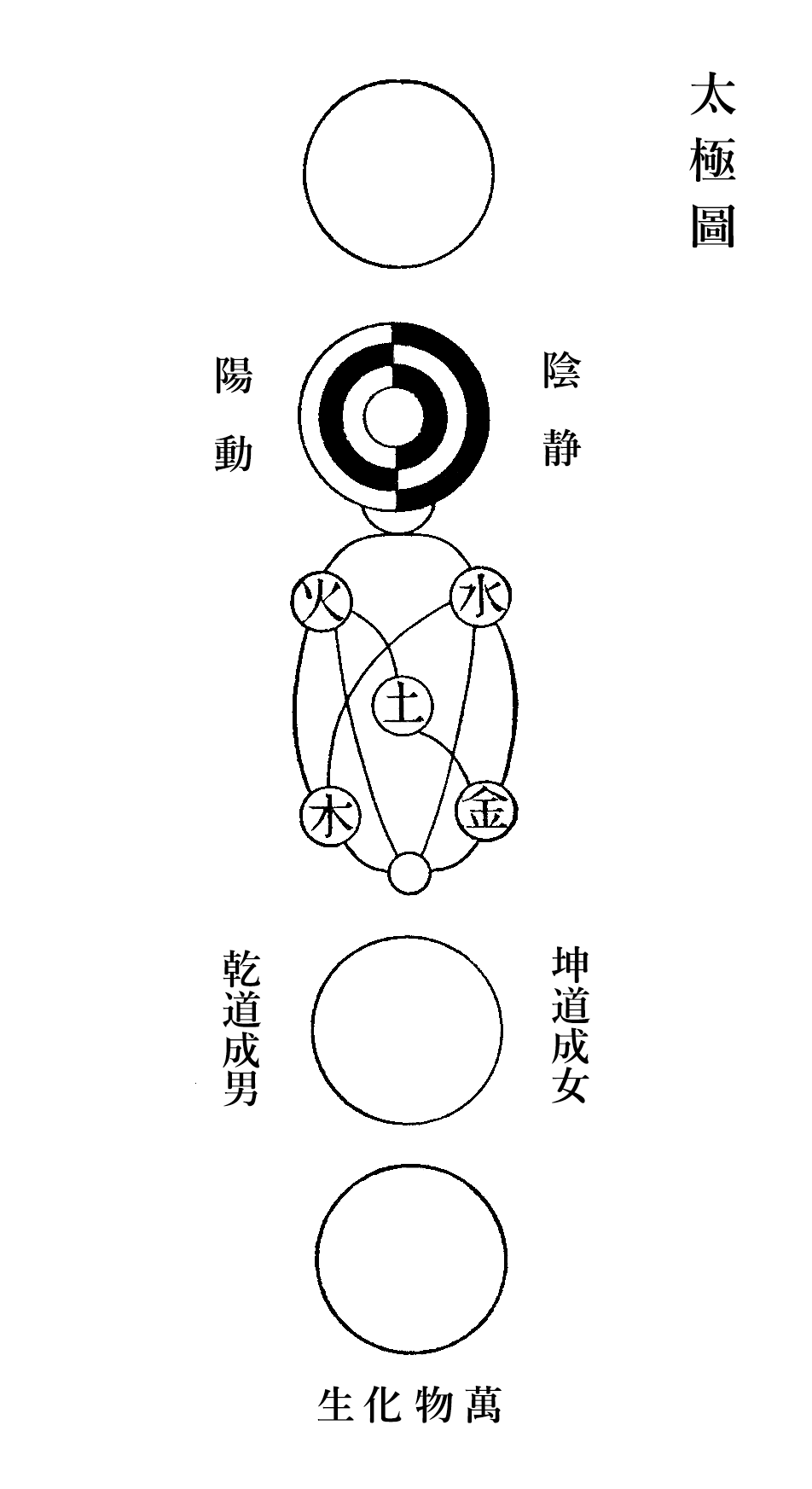
周氏太極図

太極図が文献として確認されるのは北宋の周敦頤の著した『太極図説』(1070年)が最初である。『易経』繋辞上伝における「太極 - 両儀 - 四象 - 八卦」にもとづきつつ陰陽五行や『老子』の無極を取り入れて万物化生にいたる宇宙生成モデルを表した。一番上の太極（＝無極）から陰陽、五行、乾坤男女、万物と生成される過程が描かれている。南宋の朱熹は太極＝理と定義してこの図を重視し、『太極図説解』を著して朱子学を補完するための基礎文献とした。
この太極図の由来については周敦頤の創作とする説と先行する道教系統の図があったとする両説がある。周敦頤作とするのは友人潘興嗣が撰した『濂渓先生墓志銘』にある「尤も善く名理を談じ、易学に深く、『太極図』『易説』『易通』数十篇を作れり」という記述がもとになり、朱熹もこれを信じた。一方、周敦頤作を疑うのは南宋初の朱震の「陳摶は「『先天図』を以て种放に伝え、放は穆脩に伝え、穆脩は李之才に伝え、之才は邵雍に伝う。…穆脩は『太極図』を以て周惇頤に伝え、惇頤は程顥・程頤に伝う」という発言にもとづいており、早くには陸九淵がこれにより「朱元晦に与える書」において懐疑を提示している。朱子学を批判し、考証学を重んじた清代の儒学者たちは「太極図」は周敦頤の作ではなく、道教に由来すると主張した。朱彝尊は『太極図授受考』において「漢以来の儒者たちには『易経』について語っても太極図についての言及はなく、ただ道教の『上方大洞真元妙経』が太極・三五の説を著し、唐玄宗御序・東蜀衛琪注の『玉清無極洞仙経』に無極・太極の図がある」と述べた。また黄宗炎は『太極図説辨』『図書辨惑』などにおいて周敦頤太極図は五代末の道士陳摶の伝えたという3つの易図の一つ「無極図」に由来するとし、また陳摶無極図の第3層「五気朝元図」は『周易参同契』（内丹の基本経典）に基づく「三五至精図」に、第2層の「取坎填離図」は『参同契』の「水火匡廓図」に由来するとして方士の錬丹術にもとづいているとした。現在では、この清朝の学説を踏襲する人も多いが、周敦頤太極図が先行し、道教で無極・太極の概念を教義に取りこんでいく過程で逆にこれらの諸図が作られていったとする説も有力である。

## 陰陽魚

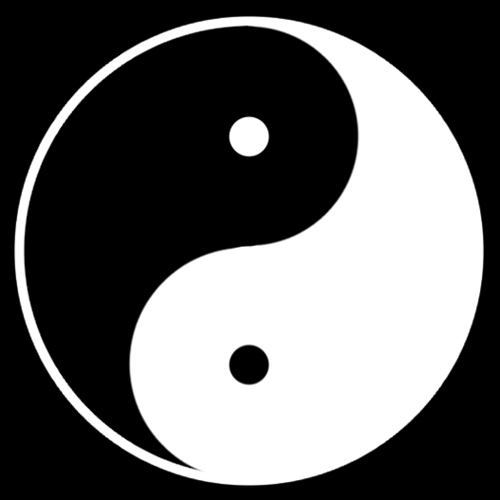
陰陽勾玉巴 （寿の字巴）
陰陽魚太極図

この形をした太極図は、陰陽太極図、太陰大極図ともいい、太極のなかに陰陽が生じた様子が描かれている。この図は古代中国において流行して道教のシンボルとなった。白黒の勾玉を組み合わせたような意匠となっており、中国ではこれを魚の形に見立て、陰陽魚と呼んでいる。黒色は陰を表し右側で下降する気を意味し、白色は陽を表し左側で上昇する気を意味する。魚尾から魚頭に向かって領域が広がっていくのは、それぞれの気が生まれ、徐々に盛んになっていく様子を表し、やがて陰は陽を飲み込もうとし、陽は陰を飲み込もうとする。陰が極まれば、陽に変じ、陽が極まれば陰に変ず。陰の中央にある魚眼のような白色の点は陰中の陽を示し、いくら陰が強くなっても陰の中に陽があり、後に陽に転じることを表す。陽の中央の点は同じように陽中の陰を示し、いくら陽が強くなっても陽の中に陰があり、後に陰に転じる。太極図は、これを永遠に繰り返すことを表している。魚眼の位置は下記で述べるように古来のものでは左右に置かれていたが、現在流行のものは上下に置かれることが多い。これを陽極まれば陰に転じ、陰極まれば陽に転ずることを表しているとするのは乾・坤を上下に配する先天図による説明様式であり、陽中の陰、陰中の陽とするのは離・坎を上下に配する後天図による説明様式である。これは次項の来知徳太極図の影響を受けていると考えられる。
この陰陽魚の太極図の作者は分かっていない。その起源となる図について早くに言及したものに明初の趙撝謙『六書本義』がある。しかし、そこでその名称は太極図ではなく、「天地自然之図」または「天地自然河図」であった。これは三皇五帝の伏羲が天地自然に象って八卦を作ったという伝説や黄河から現れた龍馬の背にあった河図にもとづいて八卦を作ったという伝説による。趙撝謙はこの図を蔡元定（朱熹の弟子）が蜀の隠者から得て秘蔵していたもので、朱熹も見たことのなかったものだと述べている。その後、章潢の『図書編』において「古太極図」の名で収録され、また趙仲全『道学正宗』ではこれに円内を八等分する四線の入った図を「古太極図」として収めた。清代になると考証学が隆盛し、胡渭は『易図明辨』を著して宋学の図書先天の学を攻撃し、これらの図は道教に由来して儒教のものではないとする論を展開した。そして、「古太極図」は五代末の道士陳摶が伝えたという3つの易図の一つ「先天図」であり、錬丹術の基本典籍『周易参同契』に由来するとした。これによりこの図は「陳摶先天図」「先天太極図」などとも呼ばれるようになった。
現在のものは魚頭が幾何学的な半円になっているが、これらの図では円の中央で反対側まで細長く伸び、互いに食い入る形になっている。また魚眼は古い図では円形ではなく、滴状であった。円で太極を、黒白の色で陰陽を、黒地と白地の配置で八卦を表し、これ一つで『易経』繋辞上伝の「太極 - 両儀 - 四象 - 八卦」の生成論をすべて含んでいる。ここで円内の白黒の配置は伏羲先天八卦に対応しており、円の外側に八卦が一緒に描かれる図もある。このことは円内を8等分する4つの直線が描かれた趙仲全の「古太極図」で分かりやすく、扇状の領域内で円側から尖端に向かって初爻（下爻）、第2爻（中爻）、第3爻（上爻）の陰陽が表されている。震・離・兌・乾というように陽気が東北（左下）から始まり南で最も盛んとなる様子は、白地が外側から内側に段々広がっていき、中心から真上にかけてすべてが白地になる様子で描かれ、巽・坎・艮・坤というように陰気が西南（右上）から始まり北で最も盛んになるのは、黒地が外側から内側に段々と広がっていき、中心から真下にかけてすべてが黒地になることで描かれる。問題があるのは西（右）の坎と東（左）の離であるが、胡渭は互いの魚頭魚眼が中央に入り込んでいることを『周易参同契』で戊己（坎離の納甲）が中宮にあることと関連させ、外側の領域を無視して中央東側の黒中白点が坎を表し、中央西側の白中黒点が離を表すとした。これに対して張恵言は二卦だけが東西逆転するのはおかしく、他の六卦と同様、外側から下中上の爻に対応し、魚眼は坎・離の中爻（陰中の陽、陽中の陰）ではなく各上爻の変形としている。
なお韓国では、「朝鮮半島で使われる陰陽魚の太極図は朝鮮固有の模様である」との主張（韓国起源説）があり、証拠として『太極図説』の撰述（1070年）より古い新羅時代（682年）や百済時代（538年～660年頃）に作られた遺物を挙げている（詳細は大韓民国の国旗#大韓民国の太極旗を参照のこと）。

## 円図

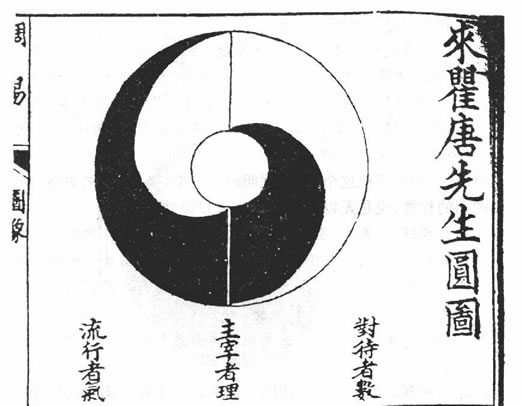
来氏太極図

明の来知徳（号は瞿唐、1525年-1604年)が作った太極図で円図とも呼ばれる。円環状に描かれ、内円中の空洞が太極を表し、円環内の黒白の色が陰陽両儀を表す。円環内を上下に貫く黒白の2線は、陰が極まれば陽が生じ、陽が極まれば陰が生じることを表し、円環全体で気が生生して息まず、永遠に循環することを示している。古太極図を研究して作ったといわれるが、古太極図で気が外側から生じ内側へ向かって広がっていくのに対し、この太極図では内円の太極から気が生じ外側へ向かって広がっていく。
来知徳はこの図が聖人（伏羲・文王）が『易』を作った原理を表し、理気象数、陰陽老少、往来進退、常変吉凶、すべてこの内に備えられているとし、この図を使って様々な事象を説明した。例えば、「伏羲八卦太極図」では円環内の角笛状の4つの領域を太陽・少陰・少陽・太陰の四象に当て、外円の外側に伏羲先天八卦を配すことで「太極-両儀-四象-八卦」（繋辞上伝）の生成論を表した。また「文王八卦太極図」では外側に八卦を文王後天八卦方位に配し、黒線を陽中に陰がある離、白線を陰中に陽がある坎とし、「帝、震より出ず」（説卦伝）といった東に配された震から始まる東西南北、春夏秋冬の循環、およびその属性である木火土金水の五行相生を表した。その他に十二時辰や二十四節気を円外に配して一日気象の明暗を説明する図や一年気象の寒暑を説明する図なども作られた。

## 符号位置
| 記号 | Unicode | JIS X 0213 | 文字参照         | 名称                            |
| ---- | ------- | ---------- | ---------------- | ------------------------------- |
| ☯    | U+262F  | -          | &#x262F; &#9775; | YIN YANG                        |
| ࿊    | U+0FCA  | -          | &#xFCA; &#4042;  | TIBETAN SYMBOL NOR BU NYISKHYIL |

## 使用例
陰陽魚の太極図は、歴史的に中国から文化的影響を受けてきた中国文化圏に広く普及し、中国やその周辺諸国で国旗やそれ以外の公的な図案に用いられてきた。国旗としては、モンゴルの国旗やチベットの旗の一部に描かれ、過去にはトゥヴァ人民共和国国旗(1921年-1926年)にも小さな太極図が描かれていた。他にも公的機関の旗として、中華民国（台湾）の国防大学が校旗の中央に太極図を配している他、過去にシンガポール空軍（1973年-1990年）の空軍旗や国籍識別標、上海市大道政府（1937年）の政府旗でも太極図をあしらったマークが使用されていた。
なお、「太極旗」という名称の韓国国旗にも太極図が用いられているが、こちらは韓国では「古来から朝鮮人が伝統的に使ってきた（朝鮮起源の）文様」とされ、中国からの影響を否定する主張がある。
中国では、精進料理、薬膳料理、潮州料理のスープや料理の盛りつけの際に、陰陽魚の太極図を描くことがある。また中国の京劇では、神仙や、きわめて優秀な頭脳をもつ軍師、占い師を演ずる俳優は、衣装や化粧に太極図を描くことがある。例えば、京劇に登場する諸葛孔明の「八卦衣」と頭巾には太極図が刺繍してある他、姜維の顔の隈取には額に小さな太極図が描いてある。

大韓民国の国旗 (太極旗)
?モンゴル国旗
?チベット亡命政府の旗
トゥヴァ人民共和国国旗(1921-1926)
台湾・国防大学の校旗
シンガポール空軍旗(1973-1990)
上海市大道政府の旗(1937)
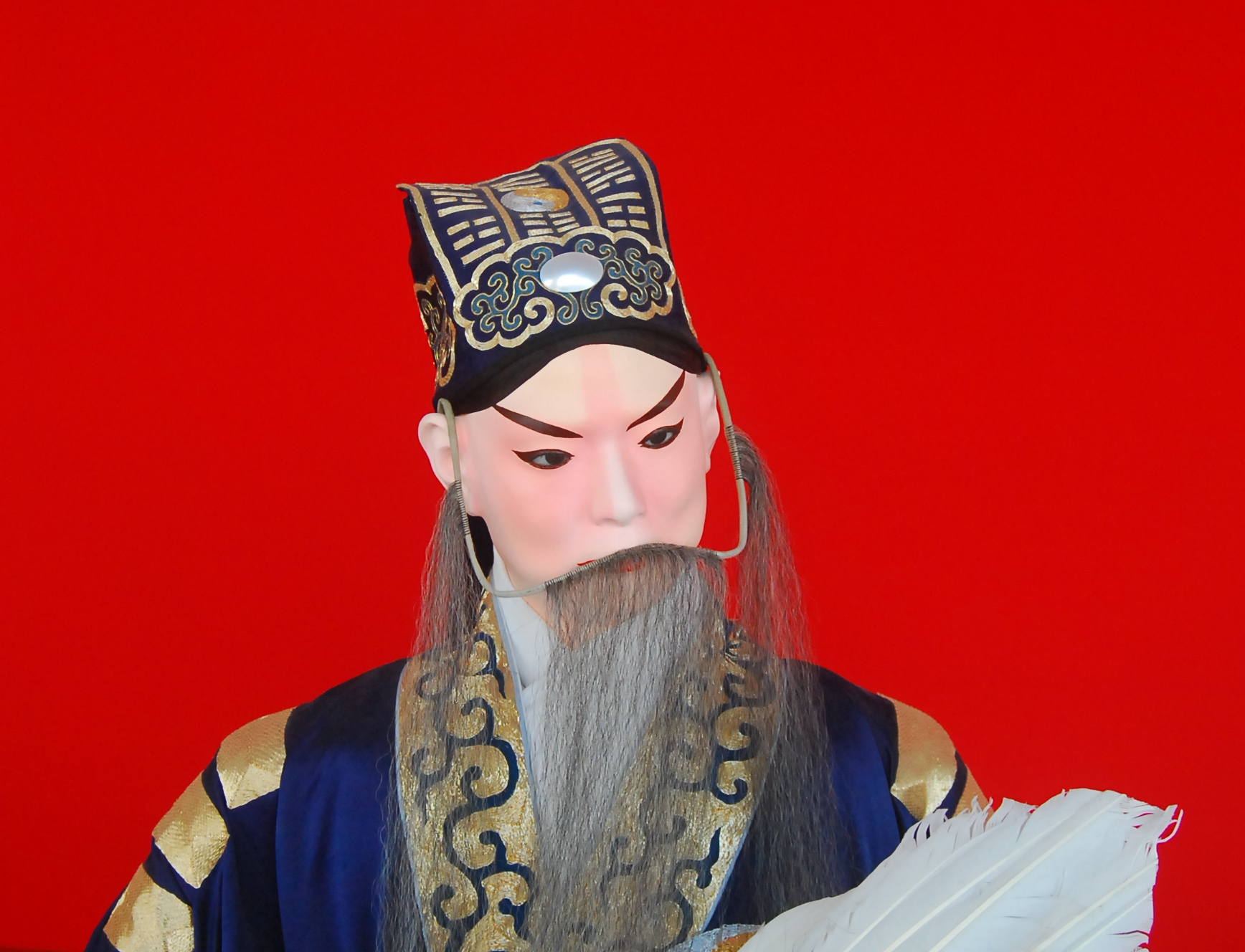
京劇の諸葛孔明（頭巾に太極図と卦が刺繍してある）
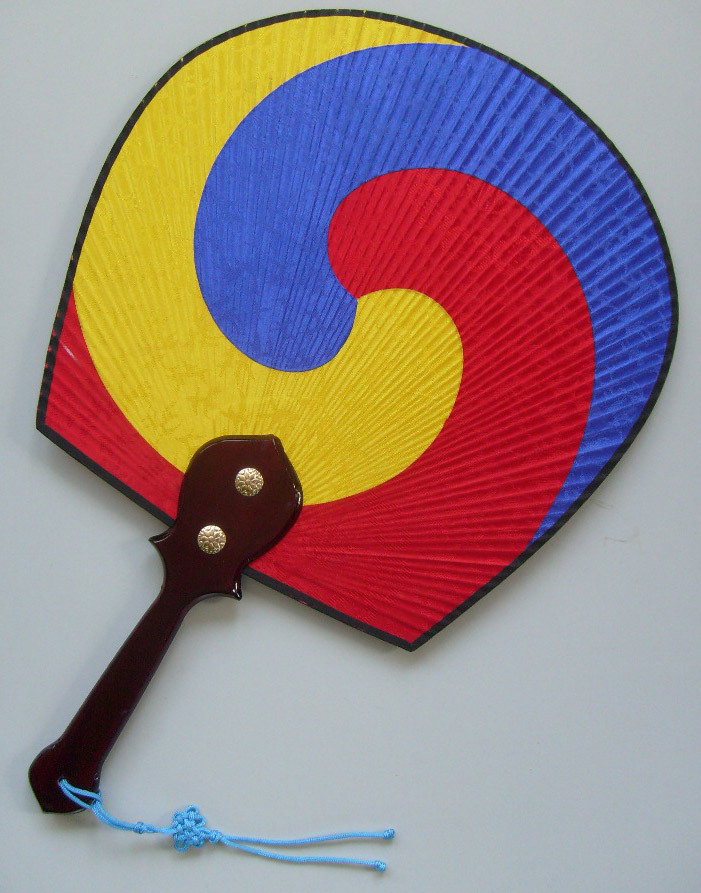
韓国の三太極のうちわ